# Jessica Palud
Jessica Palud, (París, 7 de marzo de 1982) es una directora y guionista francesa.

## Biografía
Hija del director y guionista francés Hervé Palud desde joven entró en contacto con el cine y empezó  pronto a trabajar en los platós primero como directora de escena y después como ayudante de dirección, en 2003, en películas como Soñadores del italiano Bernardo Bertolucci, o Marie-Antoinette (2006) de Sofia Coppola. Luego colaboró en varios largometrajes del director francés Philippe Lioret: Estoy bien, no te preocupes (2006), Bienvenidos (2009) o Todos nuestros deseos. También trabajó con Éric Lartigau en su película El hombre que quería vivir su vida.
Su cortometraje Marlon fue seleccionado en más de 150 festivales (Toronto, Estocolmo, Vancouver, Clermont-Ferrand ...) y obtuvo 40 premios internacionales entre los que destacan el Gran Premio UniFrance, el Premio RTI y el Gran Premio de Acción en el Festival de Cine de Cannes 2017. el premio Passages del Festival Silhouette de París. También fue nominado al César al mejor cortometraje 2018.
En enero de 2020 presentó Revenir , adaptación libre de la novela L'Amour sans faire de Serge Joncour que ganó el premio al mejor guion en la sección Orizzonti del Festival de Cine de Venecia. En 2021 la película fue presentada en el IV Festival de Cine por mujeres.

## Filmografía

### Como directora y guionista
- 2013 : Les Yeux fermés
- 2016 : Poupée, corto.
- 2016 : Marlon, corto producido por  Punchline Cinéma, difundido en ARTE, TV5 monde, RTBF.
- 2019 : Revenir
- 2024 : Maria
- 2025 : Merteuil, serie televisiva.

### Como ayudante de dirección
- 2004 : Innocents - The Dreamers de Bernardo Bertolucci
- 2005 : Marie-Antoinette de Sofia Coppola
- 2006 : Je vais bien, ne t'en fais pas de Philippe Lioret
- 2007 : La Tête de maman de Carine Tardieu
- 2007 : Le Bruit des gens autour de Diastème
- 2008 : Astérix aux Jeux olympiques de Frédéric Forestier et Thomas Langmann
- 2009 : Welcome de Philippe Lioret
- 2009 : Mères et Filles de Julie Lopes-Curval
- 2010 : Itinéraire bis de Jean-Luc Perréard
- 2010 : L'Homme qui voulait vivre sa vie d'Éric Lartigau
- 2011 : Toutes nos envies de Philippe Lioret

## Premios
- César 2018 : nominación al  César du meilleur court métrage pour Marlon
- Festival de Cannes 2017 : Grand prix Unifrance, prix Grand Action, prix RTI por Marlon
- Festival international de Saint-Jean-de-Luz 2017 : Prix du jury et prix du public por Marlon
- Festival Off-Courts Trouville 2017 : Prix du public por Marlon
- Festival du film français d'Helvétie 2017 : Prix découverte por Marlon
- Festival de Cine de Venecia 2019 : Premio al mejor escenario de la sección Orizzonti por Retorno .